# Vazir Varieté
Vazir Varieté är en varieté-grupp från Gävle som arbetar med att förnya och utveckla varietékonsten. Gruppen bildades 1992 av fyra tidigare elever vid Vasaskolan i nämnda stad, Niklas Folkegård, Karl O Wedin, Tobias Törnell och Bobo Persson. Vazir har sedan starten turnerat med totalt cirka tjugo egna varietéproduktioner, samt medverkat i bland annat TV och i filmen Lilla Jönssonligan på styva linan.

## Medlemmar genom åren
- Niklas Folkegård, artist 1992 - 2007
- Karl O Wedin, artist 1992 -
- Mikael Hyvärinen, artist 1993-
- Andreas Magnusson, producent 1994 - 1996
- Bobo Persson 1992 - 1994
- Tobias Törnell 1992

## Shower och produktioner
- 1991 Kaleb Unt Folke (En fakirshow för dagisbarn, på bibliotek)
- 1993 Världens Längsta Gycklare (En helaftonsföreställning på Gävle Folkets Hus)
- 1994 Welcome to the Jesterdome (En framtidsvarieté)
- 1995 Gycklarhistoria (En skolshow om gycklarnas historia)
- 1995 Lollipop (En tältvarieté på turné)
- 1996 Gazonga Club (Gatuteatern flyttar inomhus. En Las Vegasshow på två man)
- 1996 Varieté 96 (Specialshow för SAIL-festivalen i Karlskrona)
- 1996 Tomorrow Is Jesterday (mingelfigurer, en föregångare till SWAT)
- 1997 SWAT (Svenska Walk About Teatern)
- 1997- 2006 Middag Med Andarna. (Skräckcirkus som spelades på restaurang Odinsborg i Gamla Uppsala i nio år.) Den fanns även som turnerande variant under namnet Professor Vazirs Skräckcirkus.
- 1998-1999 Total Varieté (Teatervarieté som bland annat spelades klockan tre på julafton för en fullsatt salong på Skottes Musikteater. Föreställningen blev senare även turné)
- 2002-2004 Vazirs Gratinerade Galenskaper (Krogshow med Amerikatema)
- 2002 Vazirs Western Varieté (Amazing Tricks for Kids and Cattle. Cowboyhattar, kaktusar och galna Westerntricks)
- 2003 Vazirs Världs Varieté (En turné med Folkets Hus och Parker)
- 2003 Vazir möter Symfoniorkestern (Ett unikt samarbete med Gävle Symfoniorkester i Gävle Konserthus
- 2004 Sommarvarieté (En riktig armkroksshow som spelades på Gävle Cityfest. Hur kul som helst som senare blev föreställningen Himla Kul)
- 2004 Höstvarietén Himla Kul (En helaftonsföreställning i samarbete med den internationellt kände gatuartisten Max Normal)
- 2005 Önskelådan (Barnteater specialskriven för Vazir och spelades under några veckor på biblioteket i Karlskrona)
- 2005- Vad Kul Vi Kan Ha Tillsammans (Barnshow av och med Karl O Wedin)
- 2005 Vansinniga Veckan (Vazir spelar 8 st olika föreställningar på 7 dagar varav 4 st av showerna är urpremiärer)
- 2005 Mister M:s Mirakel (Mikael Hyvärinen i en enmans trollerishow. Partytricks goes banana.)
- 2005 Aniara - Prolog (Föreningen Xinombras första rockopera. Spelades i ett gammalt järnbruk i Forsbacka)
- 2006 Vazir vs Norrlandsoperan (En nyproduktion av 2003 år föreställning med Gävle Symfoniorkester denna gång med Symfoniorkestern vid Norrlandsoperan i Umeå)
- 2006 Ett Skepp Kommer Lastat (En skärgårdsvarieté som spelades på Kastellet på Aspö i Karlskrona skärgård)
- 2007 Den Bästa Varietéshowen Någonsin (En tvåaktare som spelades för fulla hus på Gävle Teater)
- 2007 Aniara- Människan och den stora flykten (Mikael Hyvärinen medverkar i rollen som Sandon)
- 2007-2008 Wallmans Salonger Oslo (Varietéartister i föreställningen Tributes. Karaktärerna Jeanque & Le Mique utvecklas)
- 2007-2008 Utrikeskorrespondenter Sveriges Radio Gävleborg P4 (Från Oslo)
- 2009- Talang 2009 (Tv4)
- 2009- Gävle Marinfestival
- 2009 Eskilstuna Nordic Fringe Festival
- 2009 Värdar för Cirkusgatan- Å-draget, Gävle
- 2010 Is This It- Gävle Teater